# Wereldkampioenschappen moderne vijfkamp 1971
De wereldkampioenschappen moderne vijfkamp 1971 werden gehouden in San Antonio in de Verenigde Staten. Er stonden twee onderdelen op het programma alleen voor mannen. 

## Medailles

### Mannen
| Onderdeel   | Goud | Goud                                                | Zilver | Zilver                                        | Brons | Brons                                   |
| ----------- | ---- | --------------------------------------------------- | ------ | --------------------------------------------- | ----- | --------------------------------------- |
| Individueel | URS  | Boris Onisjtsjenko                                  | HUN    | Zsigmond Villányi                             | HUN   | András Balczó                           |
| team        | URS  | Boris Onisjtsjenko Sergej Loekjanenko Leonid Ivanov | HUN    | Péter Kelemen András Balczó Zsigmond Villányi | USA   | Loren Drum Charles Richards Donald Roth |

### Medaillespiegel
| Plaats | Land             | Goud | Zilver | Brons | Totaal |
| 1      | Sovjet-Unie      | 2    | 0      | 0     | 2      |
| 2      | Hongarije        | 0    | 2      | 1     | 3      |
| 3      | Verenigde Staten | 0    | 0      | 1     | 1      |
| Totaal | Totaal           | 2    | 2      | 2     | 6      |